# Batalla de Lashkar Gah
La batalla de Lashkar Gah fue una batalla entre las Fuerzas de Seguridad Nacional Afganas (FSNA) y los talibanes por el control de la ciudad de Lashkar Gah. Estados Unidos apoyó a las fuerzas afganas con ataques aéreos. Los enfrentamientos comenzaron a fines de julio de 2021 y se produjeron enfrentamientos alrededor de la residencia del gobernador, la sede de la Dirección Nacional de Seguridad, la sede de la policía y la prisión. El cuartel de la policía fue capturado por los talibanes el 12 de agosto de 2021, y las últimas fuerzas gubernamentales evacuaron o se rindieron en la noche del 12 al 13 de agosto de 2021. Hubo civiles muertos en los combates.

## Antecedentes
Lashkargah, la capital de la provincia de Helmand, fue atacada anteriormente por los talibanes en octubre de 2020. Según el gobernador, su ataque había sido repelido. Los enfrentamientos ocurrieron alrededor de la ciudad en mayo de 2021. En las semanas previas a principios de junio, los talibanes llevaron a cabo varios ataques contra Lashkar Gah, principalmente alrededor de los distritos 10 y 3 de la ciudad. Esos distritos recayeron brevemente en manos de los talibanes.
En las semanas previas al asalto a Lashkar Gah, la mayoría de las fuerzas policiales locales habían desertado de sus puestos. Como resultado, la defensa de un área estuvo a cargo principalmente de soldados fronterizos locales mal equipados. Estaban motivados principalmente por la lealtad a su oficial al mando, el capitán Ezzatullah Tofan, en lugar de la lealtad al gobierno central.
El 22 de julio, las fuerzas gubernamentales estaban retirando tropas del distrito de Majrah y del distrito de Garmsir para reforzar Lashkar Gah, lo que provocó que esos distritos cayeran en manos de los talibanes.

## Batalla
Los talibanes atacaron la ciudad desde varias direcciones el 29 de julio de 2021. Alrededor de entonces, la lucha comenzó en Lashkar Gah, aunque los combates habían estado en curso alrededor de él durante varias semanas. Se produjeron enfrentamientos en el primer y séptimo distrito, y las fuerzas gubernamentales ocuparon el noveno. Los refuerzos gubernamentales llegaron el 31 de julio. Los talibanes y las fuerzas de seguridad lucharon cerca de la residencia del gobernador, el cuartel general de la policía y el cuartel general de la Dirección Nacional de Seguridad (DNS). El 2 de agosto, los talibanes tomaron el edificio de la televisión gubernamental en Lashkar Gah. Sólo un distrito de la ciudad permaneció bajo control gubernamental y sólo el distrito de Kajaki estuvo bajo control gubernamental de todos los distritos de la provincia.
El 3 de agosto, el general de división Sami Sadat advirtió a los ciudadanos de Lashkar Gah que abandonaran sus hogares antes de que el ejército comenzara operaciones de despeje. El 4 de agosto, los talibanes avanzaron hasta los puestos de guardia del cuartel general de la policía. El Gobierno desplegó más soldados, incluidos comandos. Más tarde ese día, comenzó la operación de limpieza. Los talibanes habían estado impugnando el edificio del gobernador, el cuartel general de la policía, la prisión y el cuartel general de la DNS. Dos días después, un ataque aéreo en Lashkar Gah mató a Mawlawi Mubarak, un comandante de la unidad de élite talibana Grupo Rojo. En ese momento, los talibanes se habían apoderado de nueve distritos. El 9 de agosto, los principales enfrentamientos se produjeron en los distritos uno y dos. El Gobierno dijo que sus fuerzas habían expulsado a los talibanes de estas zonas.
Los talibanes capturaron la sede de la policía el 12 de agosto después de un atentado suicida con un coche bomba el día anterior. Este había sido un punto de estrangulamiento crucial. Las fuerzas de seguridad del gobierno se retiraron a la residencia del gobernador cercana, desde donde las fuerzas gubernamentales restantes fueron evacuadas en helicóptero al Campamento Shorabak o se rindieron durante la noche hasta el 13 de agosto, dejando a los talibanes en control de la ciudad.

## Impacto
Entre el 9 de julio y el 10 de agosto, 183 civiles murieron y 1181 resultaron heridos en Lashkar Gah, Kandahar, Herat y Kunduz. 40 civiles o más habían muerto el 3 de agosto. El Centro Quirúrgico de Emergencia dentro de la ciudad estaba al 90% de su capacidad el 1 de agosto. La captura de la ciudad fue probablemente un importante impulso moral para los talibanes y una fuente de ingresos, con los campos de amapolas de la provincia.